# 尤里馬瓜斯區
尤里馬瓜斯區（西班牙語：Distrito de Yurimaguas），是秘魯的一個區，位於該國東北部洛雷託大區的上亞馬遜省，始建於1866年2月7日，面積2,674.71平方公里，海拔高度182米，2005年人口61,968，人口密度每平方公里23人。